# Edmund Muszyński
Edmund Muszyński ps. „Mściciel”, „Krzemień” (ur. 10 listopada 1925 w Parysowie, zm. 22 czerwca 2017 w Warszawie) – polski działacz podziemia niepodległościowego w czasie II wojny światowej oraz powojenny działacz kombatancki.

## Życiorys
W lipcu 1940 przystąpił do Szarych Szeregów jako kolporter prasy konspiracyjnej oraz łącznik placówki Związku Walki Zbrojnej w Parysowie – Obwodu „Gołąb” – Garwolin. W okresie od lutego 1942 do lipca 1944 był członkiem oddziału partyzanckiego ppor. Stanisława Pielasy ps. „Selen” podległego Armii Krajowej uczestnicząc w licznych akcjach sabotażowo-dywersyjnych i bojowych
na terenie Obwodów „Gołąb” i „Mewa-Kamień”. Po wojnie był aktywnym działaczem środowisk kombatanckich, będąc między innymi członkiem 
władz naczelnych Światowego Związku Żołnierzy Armii Krajowej oraz prezesem Okręgu Warszawa-Wschód Światowego Związku Żołnierzy Armii Krajowej. Major Edmund Muszyński był również członkiem rady Fundacji Polskiego Państwa Podziemnego.

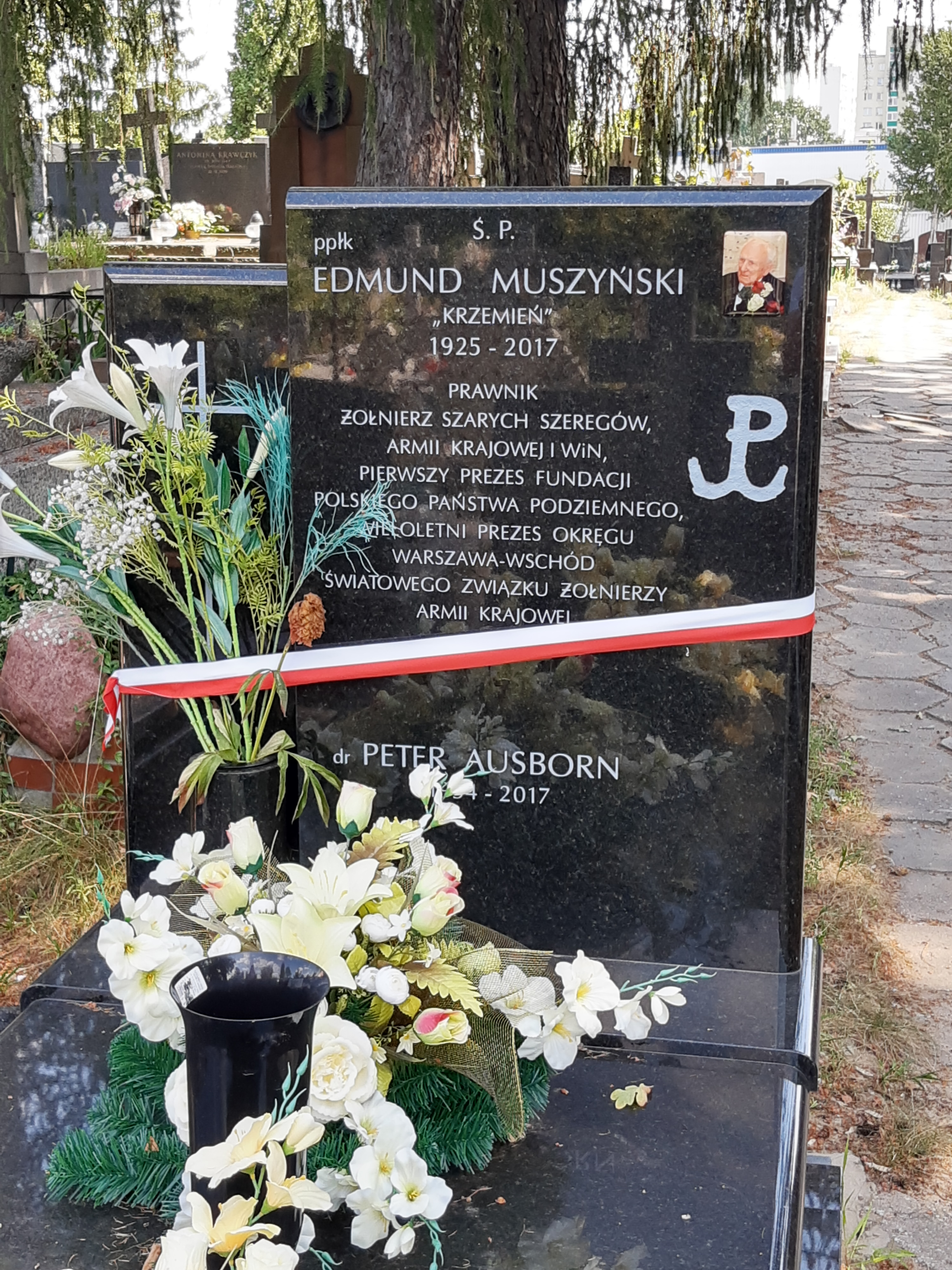
Grób mjra Edmunda Muszyńskiego na cmentarzu Wawrzyszewskim

## Wybrane odznaczenia
- Krzyż Kawalerski Orderu Odrodzenia Polski[1],
- Krzyż Armii Krajowej[1],
- Krzyż Partyzancki[1],
- Medal „Pro Patria”[1]